# Justin Sane
Justin Cathal Geever (plus connu sous son nom de scène: Justin Sane) est né le 21 février 1973 à Pittsburgh, en Pennsylvanie, aux États-Unis. Il est le guitariste principal, chanteur et parolier (avec le bassiste Chris Barker (Chris #2) du groupe de punk rock politique "Anti-Flag". Il ne doit pas être confondu avec Justin Meacham, ancien bassiste du groupe Avenged Sevenfold, qui porte le même nom de scène.

## Biographie

### Enfance
Justin est né cadet d'une famille américano-irlandaise de classe ouvrière, et cite ses parents comme inspirations. Ils ont ouvert le premier restaurant végétarien de Pittsburgh, incitant Sane à devenir un végétarien et défenseur des droits des animaux. Enfant, il vit ses parents participer à des rassemblements, et il participa également quand il fut plus âgé.
Sa sœur Lucy lui donna sa première guitare, qui l'amena dans le punk rock et le punk hardcore. La première chanson qu'il écrivit parlait d'un jeune en overdose, et sa seconde traitait des télévangélistes.

### Carrière
En 1988, Sane forma Anti-Flag avec son ami Pat Thetic. En 1996, ils sortent leur premier album, Die for the Government. Plus tard cette même année, Andy Flag quitta le groupe à la suite de disputes. Plusieurs membres ont rejoint et quitté le groupe entre 1997 et 1998, après quoi ils ont finalement constitué une composition permanente formée de Sane en guitariste/chanteur, Thetic en batteur, Chris Head en guitare solo/chœurs, and Chris "#2" Barker en bassiste/deuxième chanteur. En 1998, le groupe sort son deuxième album, Their System Doesn't Work For You.
En 1999 Anti-Flag sort son troisième album, A New Kind of Army, et fonde son propre label, A-F Records. En 2001, ils signent avec Fat Wreck Chords après des discussions avec le propriétaire du label, "Fat Mike" Burkett. Peu après leur accord avec Fat Wreck Chords, le groupe sort Underground Network.
Mobilize, enregistré peu après les attentats du 11 septembre 2001, est sorti début 2002. Anti-Flag sortit un split avec Bouncing Souls sept mois plus tard. En 2003 sortit The Terror State, produit par Tom Morello du groupe Rage Against the Machine. Le premier DVD d'Anti-Flag, Death of a Nation, est sorti en 2004. Il inclut un live, trois clips vidéos, une interview du groupe, des images des coulisses de la tournée, et trois montages compilés par le groupe.
En 2006, Anti-Flag sortit For Blood and Empire sur RCA Records. Beaucoup de fans étaient sceptiques par rapport à la décision du groupe de signer avec une major, bien que l'album ait été apprécié. The Bright Lights of America sortit en 2008.
En mai 2008, Sane déménagea à East End, à Londres; il est depuis retourné à Pittsburgh.
Le 4 mars 2009, Sane sauta dans la foule à un concert à l'Université d'East Anglia, à Norwich, pour arrêter une bagarre qui a éclaté et a atterri maladroitement, se cassant la clavicule. Cela força Anti-Flag à annuler le reste de leur tournée avec Rise Against et leur prochaine tournée en tête d'affiche en Europe.

### Matériel
Sane joue principalement avec des guitares ESP ou LTD après être devenu un artiste endorsee d'ESP. Autrefois, Sane utilisait également des Gibson Les Pauls. Sane utilise habituellement des amplificateurs Marshall à fort gain (JCM800s, 900s, 2000s et Marshall 1960). Sane et Head ont utilisé des amplis Orange et Hiwatt dans leurs récentes tournées.

### Éducation
Sane est diplômé de l'Oakland School à Pittsburgh et de l'Université de Pittsburgh, en communications et sciences politiques.

### Carrière solo
Sane a sorti plusieurs enregistrements solo, comme les EP de 6 pistes en 2001, These are the Days, et 2003, Life, Love and the Pursuit of Justice. Ces enregistrements sont plus axés sur l'amour, la famille et d'autres concepts de la vie quotidienne, plutôt que sur la politique comme Anti-Flag. Il travaille actuellement sur un nouvel enregistrement solo, et a commencé à présenter de nouveaux titres lors de représentations lives.

## Discographie
Avec Anti-Flag:
- Die for the Government (1996)
- North America Sucks!! (1998)
- Their System Doesn't Work for You (1998)
- A New Kind of Army (1999)
- Underground Network (2001)
- Mobilize (2002)
- BYO Split Series Vol. 4 (2002)
- The Terror State (2003)
- For Blood and Empire (2006)
- A Benefit for Victims of Violent Crime (2007)
- The Bright Lights of America (2008)
- The People or the Gun (2009)
- The General Strike (2012)
- "American Spring" (2015)
- "American Fall" (2017)

Solo:
- Life, Love, and the Pursuit of Justice (2002)
- These are the Days EP (2002)